# Cavafe
Carlos Alberto Vázquez Fernández (Santiago de Cuba, Cuba; 25 de abril de 1999), comúnmente conocido como Cavafe, es un futbolista cubano que juega como defensa central para el club español Unión Adarve de la Segunda Federación y la Selección de fútbol de Cuba.

## Trayectoria
Cavafe se trasladó a Madrid en 2003 a la edad de tres años y representó a CD Valdemorillo, CD Canillas, CD San Fernando de Henares y Atlético de Madrid en las bases juveniles.  
El 23 de agosto de 2018, tras finalizar su formación, regresó al club San Fernando y fue destinado a la escuadra principal en la Tercera División de España. Hizo su debut absoluto el 26 de agosto, comenzando en una derrota por 1-2 ante el Rayo Vallecano B. 
El 1 de febrero de 2019, fichó por el AD Alcorcón y fue asignado inicialmente a las reservas, también en la cuarta división. Cavafe hizo su debut con el primer equipo el 17 de diciembre, siendo titular y expulsado en una derrota por 0-1 ante el CP Cacereño, por la Copa del Rey. El 14 de enero siguiente fue cedido al Unionistas de Salamanca CF de la Segunda División B hasta el final de la campaña.
En el mercado invernal de la siguiente temporada es cedido al CDA Navalcarnero.
La temporada 2021-22 es fichado por el Bergantiños FC y en el mercado invernal por el CD Tudelano.
La temporada 2022-23 abandona el futbol español para fichar por el FC Dornbirn 1913 austriaco.

## Selección nacional
En marzo de 2021 fue incluido en la histórica escuadra de la selección absoluta de Cuba, que incluyó por primera vez a jugadores de clubes extranjeros. El 25 de marzo de 2021, hizo su debut en una derrota 0-1 contra Guatemala.
Más tarde anotaría su primer gol a Islas Vírgenes Británicas en una victoria de 5-0, que a pesar de volver a ganar el 8 de junio a San Vicente y las Granadinas, no alcanzó a Cuba para avanzar a la siguiente ronda clasificatoria tras quedar terceros en su grupo por detrás de Curazao y Guatemala 
Carlos Alberto Vázquez ya es historia viva en Cuba tras convertirse en el primer futbolista que debuta como internacional jugando fuera de la isla, declaró en una entrevista para Jugones: 
"Nací en Cuba y emigré aquí con tres años. Fue difícil porque ser emigrante en un país extranjero conlleva que mi padre ha tenido que ser jardinero, basurero... Mi madre muchas veces no ha tenido trabajo. Esto es sacrificio, lucha y buscarse la vida", explica 'Cavafe' sobre sus inicios. 
Desde muy temprana edad tuvo un problema en las piernas que le pudo apartar del deporte, pero un 'ángel' le bendijo para que luchara por su meta: "Conocimos a Maradona, era amigo de la familia en Cuba. Nací con un defecto en las tibias y Maradona dijo: 'este chico va a ser futbolista porque tiene los pies curvos'". 
Sin embargo, al hablar de su momento más emotivo no puede evitar sonreír al recordar el día que fue convocado por primera vez con Cuba: "Cuando llegó la carta fue un momento especial. Ni me lo creía. En casa brindamos y estábamos súper felices".
"Cuando escuché el himno se me pusieron los pelos de punta. Imaginas a once millones de personas escuchando el himno y sintiéndolo como tú", añade Carlos Alberto Vázquez.
Sin duda, su ejemplo es extrapolable a todos los ámbitos de la vida: "Me han enseñado que la humildad y el trabajo no se negocia. Si alguien quiere algo hay que luchar por ello" dijo para Jugones.   

## Clubes
| Club                  | País    | Año         |
| --------------------- | ------- | ----------- |
| Atlético de Madrid    | España  | 2018 - 2019 |
| Alcorcón B            | España  | 2019 - 2020 |
| Alcorcón              | España  | 2019        |
| Unionistas (cedido)   | España  | 2020        |
| Navalcarnero (cedido) | España  | 2021        |
| Alcorcón B            | España  | 2021        |
| Bergantiños FC        | España  | 2021        |
| CD Tudelano           | España  | 2022        |
| FC Dornbirn 1913      | Austria | 2022 - 2024 |
| Unión Adarve          | España  | 2024- Act.  |

## Estadísticas de carrera

### Internacional
A 19 de noviembre de 2022 
| Selección nacional | Año       | PJ | Goles |
| ------------------ | --------- | -- | ----- |
| Cuba               | 2021-2022 | 10 | 1     |
| Total              | Total     | 10 | 1     |